# Си-Блок
C-Block (Си-Блок) е музикална група, базирана в Германия, създадена през 1995 г. от немските продуценти Франк Мюлер и Йорг Вагнер. Групата се състои от американските рапъри Anthony Joseph – Red Dogg (Антъни Джоузеф – Ред Дог) и James White – Mr.P (Джеймс Уайт – Мистър Пи), певицата Theresa Baltimore – Misty (Тереза Балтимор – Мисти) и певецът-рапър Preston Holloway – Goldie (Престън Холауей – Голди).
Към днешна дата групата не съществува в оригиналния си състав и никой от първоначалните членове, с които става известна и постига най-големите си успехи, не може да бъде видян на концерт или фестивал. Вместо тях, култовите парчета вече 20 години по световните сцени представят заедно Jeanine Love – Lady Love (Жанин Лав – Лейди Лав) и Robert Peal – Rob Money (Робърт Пийл – Роб Мъни), които поне съхраняват култа към един от най-успешните хип-хоп проекти в Европа, а и в света.

## Биография
След като създадените от продуценти музикални проекти като Snap! и C+C Music Factory постигат невероятни успехи в началото на 90-те години, продуцентите Франк Мюлер, Улрих Бухман и Йорг Вагнер решават също да създадат такава група през 1995 г.
Войната в Персийския залив приключва през 1991 г. и някои американски войници, изпратени в Германия по това време, остават там и след като службата им приключва. Сред тях има такива, които се занимават с музика и имат музикални амбиции, като тъкмо тогава им се отваря възможността и времето да се опитат да пробият и да създадат кариери. Рапърите Ред Дог и Mr. P се запознават точно при такива обстоятелства и са вербувани от Франк Мюлер да станат част от новозъдаден музикален проект.
Те избират името C-Block и издават техния дебютен сингъл Shake Dat Azz в колаборация с чикагския рапър A.K.-S.W.I.F.T. в началото на 1996 г., който се завърта във всички клубове и музикални класации. Големият успех обаче тепърва предстои.
Дотогава членове на C-Block са само Ред Дог и Mr.P, но скоро се присъединява певицата Тереза Балтимор – Мисти, както и Престон Холауей – Голди, който по това време е най-малко видим за публиката.
Истинския пробив за групата идва по-късно през 1996 г. с втория им сингъл So Strung Out, който влиза в топ 5 на всички най-популярни класации, Viva Top 100 и в топ 10 на повечето европейски държави. Песента е ода за жертвите на наркотици по света и оставя трайно въздействие върху музикалната общност. В началото на 1997 г., следващ успех носи друга песен-бомба Time Is Tickin’ Away, която става също толкова, ако не и по-голям хит от So Strung Out, като тотално разбива всички класации.
Дебютният албум „General Population” е пуснат на пазара през май 1997 г. и става може би най-успешния албум в историята на европейската хип-хоп и рап сцена. Албума съдържа трите сингъла, издадени до момента, както и четвъртия Summertime, също така песни като Everything’s Good, Being Raised и Round ‘N’ Round. Това наистина е нещо голямо за европейските фенове на хип-хопа по това време. След Summertime, Mr.P започва да мисли за собствена кариера, пораждат се разногласия между него и Ред Дог, Mr.P иска прекалено много и впоследствие се разделя с C-Block, но така и не постига самостоятелен успех.
Така в групата остават Ред Дог, Мисти и Голди, който вече излиза на преден план. Това е новия облик на C-Block. Отнема известно време докато бъде издаден новия сингъл Eternal Grace. Песента моментално влиза във Viva Top 10, след като е издадена на Коледа през 1997 г. През март 1998 следва премиерата на сингъла Broken Wings, която е кавър на Mr.Mister’s – Broken Wings. В него Ред Дог се доказва като велик рапър с първия куплет, последван от Мисти, която за пръв път показва, че освен невероятна певица, може и да рапира.
Втория албум Keepin’ It Real излиза на бял свят през май 1998 г. Песните Bounce, Keepin’ It Real, Motherless Child и определено великите We Believe и You Win Again се превръщат в част от емблематичните за групата. Албумът достига прилични успехи в много европейски държави, сред които е и България, но не колкото General Population. След него групата се разпада неофициално, тъй като всички членове напускат и поемат по свой път. Тук приключва историята на истинската група C-Block, оригиналния ѝ състав никога повече няма да се събере.
След известно затишие, през 1999 г. името C-Block се завръща на сцената с нов сингъл Keep Movin’. Изненадващо, Mr.P също се е завърнал, заедно с нов член, R&B певицата Жанин Лав – Lady Love. Междувременно феновете се чудят къде са Ред Дог, Мисти и Голди, за които никой по-рано не е обявил, че са напуснали C-Block. През 2000 г. издават още един сингъл The Future Is So Bright, от чиято обложка на диска става ясно, че предстои нов албум – Changes. Може би заради недостатъчния успех на двата сингъла обаче, албумът така и не бива издаден тогава и през същата година групата се разпуска.
През 2004 г., фенове откриват шокиращи новини за Ред Дог. Той е прострелян в Лос Анджелис, Калифорния на 15 септември 2001, като пострадва излючително лошо и едва не губи живота си. За жалост, след инцидента остава в инвалидна количка и дори губи част от паметта си. Извършителят е заловен и осъден на 50 години затвор. Според последна информация, Ред Дог се е оженил повторно за бившата си жена, с която живеят заедно с дъщеря им и внучката им в Кламат Фолс, щата Орегон.
През 2010, проектът на T-Music – Euro-Rap Revival, има за цел да възроди евро-рапът, като събере най-великите изпълнители от тези времена, за да създадат изцяло нова продукция. Двамата от тях са Голди и Мисти. Видеа от проекта могат да бъдат открити в YouTube.
През ноември 2010 г., Франк Мюлер пуска в интернет отложения, записан през 2000 г. албум Changes, но под името The Last Album с участието на Lady Love и Mr.P. Освен известните The Future Is So Bright и Keep Movin’, албумът съдържа и други интересни заглавия, които не придобиват такава популярност.
В днешни дни е трудно да се намери актуална информация за който и да е от членовете на групата. За Мисти се знае, че живее в Атланта, щата Джорджия, все още се занимава с музика и през годините участва в доста музикални проекти, които могат да бъдат открити на страницата ѝ в Discog и Reverbnation. За Голди е ясно само, че живее в Балтимор, щата Мериленд. За Mr.P няма информация, но през юни 2019 в YouTube излиза трак с негово участие Mr.F presents: Mr.P aka C-Block ft W. Naraine – Here we Go 2019.

## I Love 90's
В последните години C-Block неотменно участва в „I Love 90's“ (организирано в България от Радио ENERGY и Coco Agency), като стават любимци на българската публика с уникалните си изпълнения на живо, като пред софийска публика се изявяват през 2014 и 2015 година.

## Албуми
- „General Population“ – 1997 г.
- „Keepin' It Real“ – 1998 г.
- „The Last Album“ – 2010 г.

## Сингли
- „Shake Dat Azz“ – 1996 г.
- „So Strung Out“ – 1996 г.
- „Time Is Tickin' Away“ – 1997 г.
- „Summertime“ – 1997 г.
- „Eternal Grace“ – 1997 г.
- „Broken Wings“ – 1998 г.
- „Keep Movin' “ – 1999 г.
- „The Future Is So Bright“ – 2000 г.